# Bill Shearer
William Kennedy Shearer (21 de enero de 1931-3 de marzo de 2007) fue un abogado y activista político estadounidense que fundó el Partido Independiente Americano. Shearer dirigió el partido durante la mayor parte de su vida. Participó activamente en cuestiones de acceso a las boletas de partidos menores en California.

## Primeros años de vida y educación
William K. Shearer nació en Marysville, California, y se graduó de Grossmont High School y la Universidad Estatal de San Diego.

## Carrera
Shearer sirvió en el Ejército de los Estados Unidos durante la guerra de Corea y trabajó en el personal del representante estadounidense James B. Utt y, más tarde, para el asambleísta E. Richard Barnes. En 1957, Shearer fue contratado como director ejecutivo del Comité Central del Partido Republicano del condado de San Diego, California.
Postulándose como republicano, Shearer se presentó sin éxito a las elecciones a la Asamblea de California por el distrito 77 de la Asamblea Estatal de California en 1952, 1956 y 1958, antes de fundar y publicar el periódico conservador mensual The California Statesman. Más tarde se convirtió en organizador de los Citizens' Council de California.
Entre su activismo político, Shearer trabajó como abogado, haciendo crecer un exitoso bufete de abogados de 70 personas en San Diego.

### Partido Independiente Americano
En 1967, Shearer fue contratado por la campaña presidencial de George Wallace de 1968 para ayudar a establecer el Partido Independiente Americano (AIP por sus siglas en inglés) como vehículo para las ambiciones políticas de George Wallace. Shearer cofundó el AIP ese año en California con su esposa, Eileen Knowland Shearer, y el partido consolidó rápidamente partidos menores en otros estados bajo el paraguas de un Comité Nacional de Partidos Estatales Autónomos para proporcionarle a Wallace boletas en todo el país. La decisión de Wallace, gobernador de Alabama, de comenzar a organizar su campaña en California nunca ha sido explicada del todo. Debido a que la campaña de Wallace no tenía contactos en la costa oeste, el asistente de Wallace, Seymore Trammell, llamó a Bill Simmons, líder del Consejo Ciudadano de Jackson, Misisipi, para recomendarle a alguien en California. Simmons aconsejó a la campaña retener a Shearer. Wallace ganó 46 votos en el Colegio Electoral de los Estados Unidos; a 2024 fue el último candidato de un partido menor en ganar votos electorales en una elección presidencial de Estados Unidos.
Después de las elecciones de 1968, Shearer continuó liderando el Partido Independiente Estadounidense y fue su candidato a gobernador de California en 1970. Una disputa de larga data entre Wallace y Shearer condujo a una división en el partido en 1973, que se bifurcó en el Partido Independiente Americano y el Partido Americano, mientras Shearer continuó liderando el primero. En 1976, el New York Times caracterizó al AIP como «un partido que es prácticamente suyo [de Shearer]».
Posteriormente, Shearer llevó al AIP a convertirse en la filial estatal de California del Partido Populista, del que luego se retiró, y luego en el Partido de la Constitución.

### Puntos de vista políticos
En 1951, cuando era estudiante universitario, Shearer fue objeto de un perfil en el semanario Point Magazine de San Diego que describía su apoyo a la readopción del patrón oro y su oposición a la política exterior de Estados Unidos como si tuvieran «todas las características de un fanático». Al abordar la cuestión de la segregación, en 1967 Shearer afirmó que «no era un segregacionista declarado, pero sí estoy a favor de un patrón de vida que tenga cierto grado de segregación». En 1970, Shearer pidió que la Doctrina de Equidad se extendiera a los periódicos y que se pusieran límites al gasto en campañas políticas. Durante su vida, Shearer abogó por el acceso a las boletas para partidos menores y candidatos de diversas orientaciones políticas. En 1973, por ejemplo, presentó una declaración jurada en apoyo del Partido Socialista de los Trabajadores en el caso Socialist Workers Party v Eu.
Shearer mantuvo fotografías enmarcadas del revolucionario mexicano Emiliano Zapata tanto en su oficina como en su casa. Según Eileen Shearer, Zapata era uno de los héroes de Bill Shearer.

## Vida personal
Shearer tuvo una hija que se desempeñó como presidenta de la AIP de 2004 a 2006 y varios hijastros.